# 川上駅

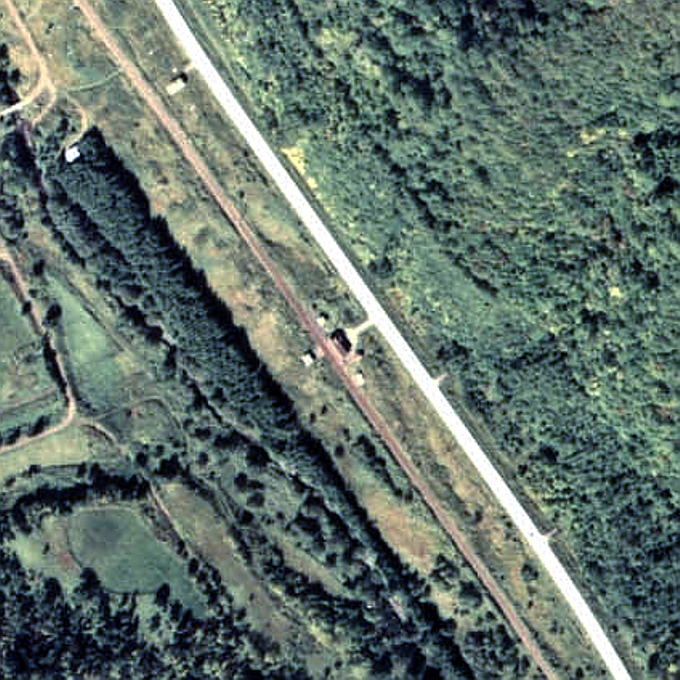
1977年、国鉄池北線時代の川上駅と周囲500 m範囲。左上が北見方面。単式ホーム1面1線。かなり早い時期に側線が全て撤去されているため痕跡が見当たらないが、かつては駅裏側に貨物積卸線と、駅舎横の池田側に貨物ホームと引込み線を有していた。ここも木材搬出駅として、周囲を木材が取り囲んでいた時期があった。

川上駅（かわかみえき）は、北海道足寄郡陸別町字利別川上62にあった北海道ちほく高原鉄道ふるさと銀河線の駅である。国鉄・JR北海道池北線時代の電報略号はハミ。事務管理コードは▲110514。

## 歴史
木材資源を搬出することを目的として、1920年（大正9年）に設置された。
1924年（大正13年）の記録では市街地もあり、市街地人口150人、周辺人口1,350人、総戸数300戸であった。
昭和初期までは駅裏土場の利別川側に富士製紙の流送木材陸揚網羽も設置されており、1923年（大正12年）には年間乗降数29,000人（1日あたり約80人）の利用があった。また、第二次世界大戦後も陸別営林署の伐採事業による当駅の利用があったが、トラック輸送への切り替えのほか、木材需要の低迷などが原因となり昭和30年代後半には周辺がほぼ無人地帯となったこともあって徐々に利用が少なくなり、国鉄時代末期は1日あたりの統計上の利用者数が0人の状態がつづいていた。
川上駅周辺は最低気温がマイナス30度を下回る日本でも有数の極寒地として知られているほか、駅舎の状態や付近が無人地帯であることから、大学のサークルにおける「耐寒合宿」でも使用された。
廃止時点で、一部の普通列車も当駅を通過していた。

### 年表
- 1920年（大正9年）6月1日：鉄道省網走本線の駅として淕別駅 - 小利別駅間に新設開業する[9][10]、一般駅[9]。
- 1949年（昭和24年）6月1日：公共企業体である日本国有鉄道に移管。
- 1961年（昭和36年）4月1日：網走本線のうち、池田 - 北見間を池北線に改称[11]。同線所属となる。
- 1962年（昭和37年）
  - 9月10日：無人化[12]。
  - 9月27日：同日付で手荷物・小荷物・小口扱貨物の取扱を廃止[13]。
- 1987年（昭和62年）4月1日：国鉄分割民営化により北海道旅客鉄道（JR北海道）に継承される[1]。
- 1989年（平成元年）6月4日：経営移管により、北海道ちほく高原鉄道ふるさと銀河線の駅となる[14][15]。
- 2006年（平成18年）4月21日：ふるさと銀河線の廃線に伴い駅が廃止される。

### 駅名の由来
地名より。もともと当地は「ポントゥㇱペップトゥ（pontuspet-putu）」（子なる利別川・の口）」と呼ばれていたが、利別川の川上にあることから「川上」と名付けられた。

## 駅構造
単式ホーム1面1線を有する地上駅。大正9年に作られた木造駅舎がほぼ当時の姿で廃止後も残っていたが既に撤去されている。

## 駅周辺
周囲に民家は全くない。廃線直前の状況では数十メートル先に鉄道官舎が一軒あっただけであった。現在は携帯電話の中継所となっており、歩哨小屋風の東屋が建っている。
- 国道242号
  - 北海道北見バス 川上バス停
- 利別川

## 隣の駅
北海道ちほく高原鉄道
ふるさと銀河線
分線駅 - 川上駅 - 小利別駅